# Iglesia de San Antonio Abad (Sumacárcel)
La iglesia de San Antonio Abad es un templo católico situado en la calle de la Iglesia, 3, en el municipio de Sumacárcel. Es Bien de Relevancia Local con identificador número 46.20.236-001.

## Historia
En el siglo XVI se construyó una iglesia sobre la mezquita musulmana. Este templo fue reemplazado por el actual, que se construyó entre 1723 y 1750 a iniciativa del conde Crespí de Valldaura.

## Descripción
La fachada principal contiene elementos del barroco tardío. Presenta un frontón curvado con bolas en los extremos y fornícula entre pilastros lisos con capituleo conrintio, con la imagen decapitada del titular, San Antonio Abad.
A la izquierda de la fachada se levanta el campanario. Es de planta cuadrada y está decorado con dobles pilastros y cubierto de un castillo metálico, propio de carillón con campanas de horas.
El interior del templo es de tres naves, con crucero, presbiterio, capilla de la comunión y sacristía. La nave central esta cubierta con bóveda de cañón y las laterales con bóvedas aveneradas.